# Clinostigma onchorhynchum
Clinostigma onchorhynchum är en enhjärtbladig växtart som beskrevs av Odoardo Beccari. Clinostigma onchorhynchum ingår i släktet Clinostigma och familjen Arecaceae.
Artens utbredningsområde är Samoa. Inga underarter finns listade i Catalogue of Life.